# Vall de Molières
La vall de Molières és una vall d'origen glacial situada en el vessant sud de la serralada pirinenca, fronterera entre Catalunya i Aragó. Forma un circ encerclat per altes carenes, excepte per la seva obertura oriental, que dona a l'extrem nord oest la vall de Barravés, de la qual és vall secundària. La part més baixa de la vall és la Pleta de Molières, situada a 1.615 metres d'altitud, i la més alta és el Tuc de Molières, de 3.010,1 metres.
Si bé geogràficament la vall forma part de la conca del Noguera Ribagorçana, es troba dintre del municipi de Vielha e Mijaran, de la comarca de la Vall d'Aran. La vall de Molières forma part de l'espai protegit de la capçalera de la Noguera Ribagorçana.
El refugi de Molières, no guardat, es troba a 2.392 metres d'altitud. Està situat sobre l'estany Inferior de Molières.

## Geologia
La vall de Molières, com les altres valls de la capçalera de la vall de Barravés, està excavada en la meitat occidental de la massa granítica de la Maladeta. Hi predomina el modelat granític d'alta muntanya, amb l'esberlament de les roques a partir de les fissures existent degut als processos de congelació i desgel pels canvis bruscs de temperatura. Aquest procés de gelivació genera les tarteres i modela una topografia ruïniforme en els cims (pics, agulles, crestes i gendarmes).
L'escassetat d'estanys a la vall es deu probablement al fort pendent dels vessants, que va permetre a l'erosió actual esborrar gran part del modelat glacial previ.

## Geografia
És una vall del Pirineu axial, estreta i de fortes pendents, els límits de la qual segueixen les altes carenes de les muntanyes que l'envolten.

### Cims, serres i colls
En el sentit de les agulles del rellotge, començant en el punt més al sud i a l'est, es troben els següents elements geogràfics:

#### Vessant meridional (S)
La carena meridional separa la vall de Molières de la vall de les Salenques. Els pics més prominents són els següents:
- Tuca deth Santet, de 2.270 metres d'altitud.
- Tuc de Fontana de Vielha, de 2.581 metres.
- Tuc de Fontana de Senet, de 2.636 metres.
- Tuc del Mig de la Tallada, de 2.796 metres.
- Tuc de la Tallada, de 2.996 metres.
- Tuc de la Feixa de la Vall, de 2.877 metres.

#### Vessant occidental (O)
Separa la vall de Molières de la vall de l'Escaleta.
- Tuc de Molières, de 3.010 metres. És el pic més alt de la vall. El seu cim és en una cresta de blocs de roca, formant la Serra de Salenques, orientada de nord a sud.
- Cap deth Hòro de Molières, de 2.973 metres.

#### Vessant septentrional (N)
Forma part de la divisió d'aigües del Pirineu. Està format pel Sarrat dera Gerbosa i la Sèrra dera Pleta Naua. Els pics més significatius són els següents:
- Tuc dera Gerbosa, de 2.846 metres d'altitud.
- Tuc de Montoliet, de 2.478 metres.

#### Vessant Oriental (E)
El vessant oriental és obert a la vall de Barravés.

### Estanys i rius
El barranc de Molières creua tota la vall i desaigua al riu Noguera Ribagorçana. A 1.714 metres d'altitud es troba el Salt de Molières, de gran bellesa. El sòl granític, impermeable, permet l'existència de diversos estanys a la capçalera de la vall, que juntament amb els aiguamolls que es troben al preu de la vall constitueixen un espai que té un gran interès paisatgístic i natural, que és conegut com els Estanhots i molleres de la val de Molières.